# Paul-Adrien Bourdaloue
Paul-Adrien Bourdaloue (* 4. Januar 1798 in Bourges; † 21. Juni 1868 ebenda) war ein französischer Ingenieur und Landesvermesser, der das französische Vermessungsnetz begründete.
Er war zunächst im Corps des ingénieurs des ponts et chaussées (Corps der Brücken- und Straßenbauverwaltung) tätig, später Ingenieur bei der 1836 von Paulin Talabot gegründeten Eisenbahn des Département Gard (Chemins de fer du Gard).
Im Auftrag der Société d’Études du Canal de Suez bzw. von deren Mitglied Paulin Talabot führte er 1847 mit Unterstützung des in der ägyptischen Bauverwaltung tätigen Linant de Bellefonds die Vermessung des Isthmus von Sues durch. Dabei widerlegte er die bis dahin vorherrschende Theorie, die auf die Vermessungsarbeiten von Jacques-Marie Le Père bei Napoléons ägyptischer Expedition zurückging, dass es einen Niveauunterschied von mehr als 9 m zwischen dem Mittelmeer und dem Roten Meer gebe.
1857 wurde er mit der Landesvermessung Frankreichs beauftragt. Zwischen 1857 und 1863 erstellte er ein trigonometrisches Netz mit 15 000 gusseisernen, nummerierten Festpunkten und damit die Grundlage der französischen Landesvermessung.
In seinen letzten Lebensjahren wurde er stellvertretender  Bürgermeister von Bourges.
Er ist auf dem Kapuzinerfriedhof (cimetière des Capucins) von Bourges bestattet. An seinem Grab wurde ein Vermessungsfestpunkt angebracht.
Paul-Adrien Bourdaloue ist wahrscheinlich nicht verwandt mit dem in der Allgemeinheit bekannteren, ebenfalls aus Bourges stammenden Prediger Louis Bourdaloue (1632–1704).

## Werke
- Nivellement général de la France; éd. Pigelet, Bourges, 1864 (zahlreiche Bände)